# Hanfried Helmchen
Hanfried Helmchen (* 12. Juni 1933) ist ein deutscher Hochschullehrer; er war von 1971 bis 1999 Professor für Psychiatrie an der Freien Universität Berlin; seit 1999 Professor Emeritus.

## Leben
Hanfried Helmchen studierte von 1950 bis 1955 Medizin in Berlin und Heidelberg und promovierte 1956 mit einer Dissertation am Max-Planck-Institut für Medizinische Forschung. Im Jahr 1965 kam er als Oberarzt an die Psychiatrische Klinik der FU, wo er 1967 habilitierte. Ab 1971 war er als Direktor der Psychiatrischen Klinik der Freien Universität Berlin tätig. Helmchen publizierte in internationalen Fachzeitschriften, seine Arbeitsgebiete umfassten Epilepsie, Depressionen, Therapieforschung, psychische Störungen im Alter und Demenzerkrankungen; Helmchen beteiligte sich an der Berliner Altersstudie. Er war u. a. von 1973 bis 1975 Vorsitzender der Deutschen Sektion der Internationalen Liga gegen Epilepsie (seit 2004: Deutsche Gesellschaft für Epileptologie).
Helmchen wurde 1993 zum Mitglied der Deutschen Akademie der Naturforscher Leopoldina gewählt. Er war Mitglied der Berlin-Brandenburgischen Akademie der Wissenschaften sowie Berater der Weltgesundheitsorganisation. Er leitete von 1983 bis 1994 die Ethikkommission des Virchowklinikums und das Ethikkomitee der World Federation of Societies of Biological Psychiatry und ist Mitglied der Akademie für Ethik in der Medizin.

## Forschung und Lehre
Hanfried Helmchen erforschte unter anderem die Depression und beschäftigte sich mit der Methodik psychiatrischer Therapieforschung und Fragen der ärztlichen Ethik.
In Zusammenarbeit mit Hans Lauter, Siegried Kanowski und Eva-Maria Neumann publizierte er 2006 das Standardwerk Ethik in der Altersmedizin.

„Das Buch zeigt Lösungswege für konkrete ethische Fragestellungen auf, etwa zum Umgang mit Demenzkranken, Sterbehilfe, Patientenverfügung und Forschung an alten Menschen.“

## Auszeichnungen
- 1975: Ambassador for Epilepsy durch die  ILAE und das Internationale Büro für Epilepsie (IBE)
- 2015: Wilhelm-Griesinger-Medaille der DGPPN[2]

## Schriften
- mit Norman Sartorius (Hrsg.): Ethics in Psychiatry: European Contributions. Springer Netherlands, Dordrecht 2010, ISBN 978-90-481-8720-1.
- mit Fritz Henn, Hans Lauter und Norman Sartorius: Psychiatrie spezieller Lebenssituationen. (= Psychiatrie der Gegenwart. Band 3). Springer, Berlin 2000, ISBN 3-540-65804-1.
- mit Michael Linden und U. Rüger: Psychotherapie in der Psychiatrie. Springer, Berlin 1982.